# Sandwell Steelers
I Sandwell Steelers sono la squadra di football americano di Tipton, in Inghilterra, fondata nel 2013. Hanno vinto la Northern Conference della Division Two (campionato di terzo livello) nel 2015; la formazione femminile ha disputato il campionato di massimo livello nazionale nel 2018-19.

## Dettaglio stagioni

### Tornei nazionali

#### Campionato

##### BAFA NL Premiership
| Stagione | regular season | regular season | regular season | regular season | regular season | regular season | playoff | playoff | playoff | playoff | playoff | playoff   | playoff    |
|          | Vin            | Par            | Per            | Tot            | PF             | PS             | Vin     | Per     | Tot     | PF      | PS      | risultato | avversaria |
| -------- | -------------- | -------------- | -------------- | -------------- | -------------- | -------------- | ------- | ------- | ------- | ------- | ------- | --------- | ---------- |
| 2022     | 0              | 0              | 10             | 10             | 27             | 621            | -       | -       | -       | -       | -       | -         | -          |
| Totale   | 0              | 0              | 10             | 10             | 27             | 621            | -       | -       | -       | -       | -       |           |            |

Fonti: Enciclopedia del Football - A cura di Massimo Mezzetti

##### Sapphire Series Division One
| Stagione | regular season | regular season | regular season | regular season | regular season | regular season | playoff | playoff | playoff | playoff | playoff | playoff   | playoff    |
|          | Vin            | Par            | Per            | Tot            | PF             | PS             | Vin     | Per     | Tot     | PF      | PS      | risultato | avversaria |
| -------- | -------------- | -------------- | -------------- | -------------- | -------------- | -------------- | ------- | ------- | ------- | ------- | ------- | --------- | ---------- |
| 2018-19  | 1              | 0              | 7              | 8              | 40             | 293            | -       | -       | -       | -       | -       | -         | -          |
| Totale   | 1              | 0              | 7              | 8              | 40             | 293            | -       | -       | -       | -       | -       |           |            |

Fonti: Enciclopedia del Football - A cura di Massimo Mezzetti

##### BAFA NL National Division/Division One
| Stagione | regular season | regular season | regular season | regular season | regular season | regular season | playoff | playoff | playoff | playoff | playoff | playoff          | playoff                |
|          | Vin            | Par            | Per            | Tot            | PF             | PS             | Vin     | Per     | Tot     | PF      | PS      | risultato        | avversaria             |
| -------- | -------------- | -------------- | -------------- | -------------- | -------------- | -------------- | ------- | ------- | ------- | ------- | ------- | ---------------- | ---------------------- |
| 2014     | 2              | 0              | 8              | 10             | 193            | 305            | -       | -       | -       | -       | -       | -                | -                      |
| 2016     | 9              | 0              | 1              | 10             | 197            | 50             | 1       | 1       | 2       | 48      | 66      | Semifinale       | Bury Saints            |
| 2017     | 7              | 0              | 3              | 10             | 293            | 158            | 0       | 1       | 1       | 12      | 29      | Quarti di finale | Manchester Titans      |
| 2018     | 7              | 1              | 2              | 10             | 332            | 95             | 0       | 1       | 1       | 33      | 4       | Quarti di finale | Northumberland Vikings |
| Totale   | 25             | 1              | 14             | 40             | 1015           | 608            | 1       | 3       | 4       | 93      | 99      |                  |                        |

Fonti: Enciclopedia del Football - A cura di Massimo Mezzetti

##### Sapphire Series Division Two/Sapphire Series Division 2A/NWFL Division One
| Stagione | regular season | regular season | regular season | regular season | regular season | regular season | playoff | playoff | playoff | playoff | playoff | playoff   | playoff                 |
|          | Vin            | Par            | Per            | Tot            | PF             | PS             | Vin     | Per     | Tot     | PF      | PS      | risultato | avversaria              |
| -------- | -------------- | -------------- | -------------- | -------------- | -------------- | -------------- | ------- | ------- | ------- | ------- | ------- | --------- | ----------------------- |
| 2017     | 5              | 0              | 3              | 8              | 117            | 99             | -       | -       | -       | -       | -       | -         | -                       |
| 2018     | 2              | 1              | 1              | 4              | 97             | 53             | 1       | 1       | 2       | 41      | 25      | Finale    | Portsmouth Dreadnoughts |
| 2022     | 0              | 0              | 8              | 8              | 61             | 282            | -       | -       | -       | -       | -       | -         | -                       |
| Totale   | 7              | 1              | 12             | 20             | 275            | 434            | 1       | 1       | 2       | 41      | 25      |           |                         |

Fonti: Enciclopedia del Football - A cura di Massimo Mezzetti

##### BAFA NL Division Two
| Stagione | regular season | regular season | regular season | regular season | regular season | regular season | playoff | playoff | playoff | playoff | playoff | playoff                       | playoff             |
|          | Vin            | Par            | Per            | Tot            | PF             | PS             | Vin     | Per     | Tot     | PF      | PS      | risultato                     | avversaria          |
| -------- | -------------- | -------------- | -------------- | -------------- | -------------- | -------------- | ------- | ------- | ------- | ------- | ------- | ----------------------------- | ------------------- |
| 2015     | 10             | 0              | 0              | 10             | 411            | 110            | 3       | 0       | 3       | 104     | 26      | Vincitori Northern Conference | Peterborough Saxons |
| Totale   | 10             | 0              | 0              | 10             | 411            | 110            | 3       | 0       | 3       | 104     | 26      |                               |                     |

Fonti: Enciclopedia del Football - A cura di Massimo Mezzetti

### Riepilogo fasi finali disputate
| Anno              | Luogo    | Evento                      | Fase del torneo            | Incontro                                    | Risultato |
| 12 settembre 2015 |          | BAFA NL Division Two        | Finale Northern Conference | Sandwell Steelers - Peterborough Saxons     | 24 - 7    |
| 14 agosto 2016    |          | BAFA NL Division One        | Semifinale                 | Bury Saints - Sandwell Steelers             | 42 - 13   |
| 6 agosto 2017     |          | BAFA NL Division One        | Quarti di finale           | Manchester Titans - Sandwell Steelers       | 29 - 12   |
| 17 marzo 2018     | Sandwell | Sapphire Series Division 2A | Finale                     | Portsmouth Dreadnoughts - Sandwell Steelers | 18 - 14   |
| 19 agosto 2018    |          | BAFA NL Division One        | Quarti di finale           | Northumberland Vikings - Sandwell Steelers  | 34 - 33   |